# Syror i vin

Äppelsyra och vinsyra är de huvudsakliga syrorna i vindruvor.

Syror i vin är en viktig komponent inom vinproduktionen och den färdiga produkten vin. Syrorna finns i både druvorna och vinet och påverkar dess färg, balans och smak samt vinets jäsningsprocess under fermentationen och skyddar vinet från bakterier. Processen att ta reda på mängden syror i vin kallas för titrering. Syrornas styrka mäts med pH-skalan, där de flesta viner har ett värde mellan 2,9 och 3,9. Generellt gäller att ju lägre pH desto högre halter syror finns det i vinet. Det finns dock inget direkt samband mellan total mängd syror och pH då man kan ha vin som har ett högt pH-värde och en stor mängd syror.
Inom vinprovning används termen "syrlighet" för att beskriva hur fräscht, bittert och surt vinet smakar vilket utvärderas i relation till hur väl syrligheten balanserar ut sötman och bittra komponenter i vinet såsom tanniner.
Det finns tre huvudsakliga syror i vindruvor: vinsyra, äppelsyra och citronsyra. Under vinframställningen och i det färdiga vinet är ättiksyra, smörsyra, mjölksyra och bärnstenssyra viktiga komponenter. De flesta syror i vin är fasta syror förutom ättiksyra, som finns i vinäger och är en typ av kolsyra som kan leda till en dålig egenskap hos vinet som kallas för instabil syrlighet. Ibland används ytterligare syror vid vintillverkning såsom askorbinsyra, sorbinsyra och svavelsyrlighet.